# Víktor Romànov
Víktor Iegórovitx Romànov (en rus Виктор Егорович Романов) (Leningrad, 15 de setembre de 1937) és un ciclista soviètic, d'origen rus, ja retirat, que va córrer durant els anys 50 i 60 del segle xx.
El 1960 va prendre part en els Jocs Olímpics de Roma, en què guanyà una medalla de bronze en la prova de persecució per equips, junt a Arnold Belgardt, Leonid Kolumbet i Stanislav Moskvín.
El 1963 es graduà a la Universitat Estatal de Sant Petersburg de Tecnologia i Disseny, institució de la qual n'acabà sent rector el 1988.

## Palmarès
- 1960
  -  Medalla de bronze als Jocs Olímpics de Roma en persecució per equips
- 1963
  -  Campió del món de persecució per equips amateur, amb Arnold Belgardt, Serguei Terèixtxenkov i Stanislav Moskvín